# Aeroportul Kawama
Aeroportul Kawama (IATA: VRO, ICAO: MUKW) este un aeroport din provincia de Matanzas⁠(d), Cuba ce deservește zona Varadero⁠(d).
Situat la o altitudine de 4 m, aeroportul dispune de 1 pistă.

## Infrastructură

### Piste
Aeroportul dispune de o singură pistă. Pista are orientarea 06/24. 